# Davor Kus
Davor Kus (Rijeka, 21. srpnja 1978.), profesionalni hrvatski košarkaš. Visok je 1,91 m i težak 91 kilogram. Igra na pozicijama razigravača i beka šutera. U svojoj profesionalnoj karijeri je najviše igrao za Cibonu iz Zagreba.

## Profesionalna karijera
Kus je počeo igrati za prvu momčad KK Kvarnera 1996. godine. Nakon četiri sezone, 2000. je potpisao za Cibonu, a kasnije je igrao za niz klubova, s tim da je dvije sezone proveo u inozemstvu: sezonu 2004./2005. u atenskom AEK-u, a sezonu 2007./2008. u Unicaji u španjolskoj ACB ligi. U sezoni 2008./09. bio je na jednogodišnjoj posudbi u Ciboni, te se natrag vratio u Malagu. U Malagi je dobio raskid ugovora i postao slobodan igrač. Iako je bio u kombinacijama da se vrati u Cibonu, Kus je na kraju s Benettonom iz Trevisa potpisao dvogodišnji ugovor, s mogućnošću produženja na još jednu godinu.

## Euroliga
Dana 26. studenog 2008. Kus je u pobjedi od 82-79 nad talijanskim Air Avellinom, prešao granicu od 1000 poena u Euroligi. Utakmicu je završio s 23 poena i po jednim skokom i asistencijom.

## Hrvatska košarkaška reprezentacija
Kus je bio član hrvatske košarkaške reprezentacije koja je sudjelovala na Europskom prvenstvu u Španjolskoj 2007. Igrao je i na Olimpijskim igrama u Pekingu 2008.